# Karol z Prowansji
Karol był władcą królestwa Prowansji (łac. regnum provinciae) w latach 855-863. Żył w latach ok. 845 – 24 stycznia 863.
Najmłodszy syn Lotara I oraz Ermengardy z Tours. W 863 po śmierci króla prowincja została podzielona pomiędzy jego żyjących braci: Ludwika II oraz Lotara II. Ludwikowi II przypadł także w udziale tytuł królewski.